# Marlowe indaga
Marlowe indaga (The Big Sleep) è un film del 1978 diretto da Michael Winner, basato sul romanzo Il grande sonno di Raymond Chandler nel 1939, con il personaggio del detective Philip Marlowe come protagonista, da cui era già stato tratto l'omonimo film del 1946.
È il seguito del film del 1975 diretto da Dick Richards, Marlowe, il poliziotto privato, con Robert Mitchum nei panni del protagonista.

## Trama
A Londra l'investigatore Philip Marlowe viene incaricato da un generale paraplegico in pensione di smascherare chi ricatta la figlia minore, Camilla Sternwood. Si troverà alle prese con assassini, trafficanti d'armi e soprattutto con dark lady.

## Produzione
La pellicola è tratta dall'omonimo romanzo hard boiled scritto da Raymond Chandler nel 1939 ed è il remake di Il grande sonno di Howard Hawks (1946), ma l'ambientazione è spostata da Los Angeles all'Inghilterra.